# James Heyman

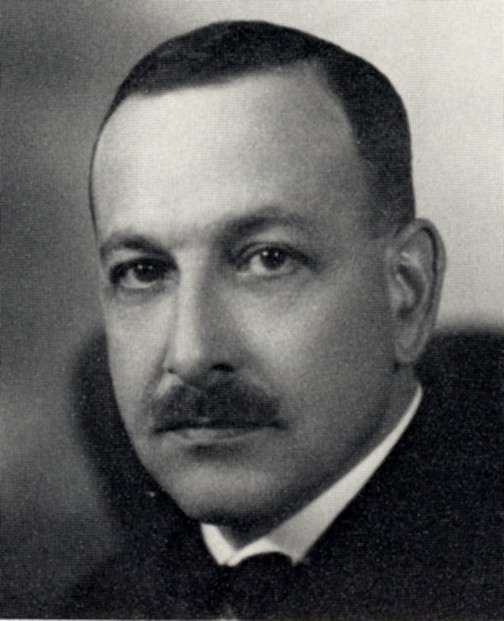
James Heyman

Ernst James Heyman, född 13 november 1882 i Göteborg, död 9 april 1956, var en svensk läkare och radiolog.
Heyman blev medicine kandidat vid Uppsala universitet 1907, medicine licentiat 1912, medicine doktor vid Karolinska Institutet i Stockholm 1918, docent i obstetrik och gynekologi där 1918 och tilldelades professors namn 1938. Han var läkare vid Radiumhemmets gynekologiska avdelning från 1915 och överläkare vid Gustaf V:s jubileumsklinik vid Karolinska sjukhuset från 1937. Under hans tid på Radiumhemmet växte verksamheten från sin ursprungliga plats i en lägenhet vid Scheelegatan 10  på Kungsholmen till nya lokaler vid Fjällgatan 23 och slutligen till den nuvarande kliniken på Karolinska sjukhuset område som invigdes 1938.
Heyman utvecklade den så kallade Stockholmsmetoden för behandling av livmoderhalscancer. Han var även initiativtagare till den fortfarande gällande internationella klassificeringen av tumörer, det så kallade TNM-stadieindelningssystemet, där T anger tumörens storlek, N anger spridningen till lymfkörtlar och M anger förekomsten av metastaser.